# السيكاستينيا
السيكاستينيا أو النهك النفسي (بالإنجليزية: Psychasthenia)‏ هو عجز عن التخلص من الشكوك وعن مقاومة الهواجس والمخاوف التي يعلم المرء أنها غير سوية. وأعراض هذا العصاب إنما ترجع أصولها إلى الإجراءات الصارمة التي فرضت على المرء، وهو بعد طفل، خلال تعويده مبادئ النظافة الخاصة بالتغوط والتبول. ويتميز المصابون به بمغالاتهم في شؤون النظافة وبتعلقهم بقواعد السلوك المثالي على الرغم من أنهم في الأساس أنانيون عنيدون. والمصطلح من وضع عالم النفس الفرنسي بيير جانيه (1859-1947).